# Peleteria micans
Peleteria micans là một loài ruồi trong họ Tachinidae.